# 毛萼鄂报春
毛萼鄂报春（学名：Primula barbicalyx）为报春花科报春花属下的一个种。

## 扩展阅读
- 維基物種上的相關：毛萼鄂报春